# Rodesia del Sur en los Juegos Olímpicos de Tokio 1964
Rodesia del Sur (actualmente Zimbabue) estuvo representada en los Juegos Olímpicos de Tokio 1964 por un total de 29 deportistas, 25 hombres y 4 mujeres, que compitieron en 7 deportes.
El portador de la bandera en la ceremonia de apertura fue el jugador de hockey sobre hierba Lloyd Koch. El equipo olímpico zimbabuense no obtuvo ninguna medalla en estos Juegos.